# Gilberto Maringoni
Gilberto Maringoni de Oliveira (São Paulo, 23 de agosto de 1958) é um jornalista, cartunista e professor universitário brasileiro. É professor de Relações Internacionais da Universidade Federal do ABC, tendo lecionado também na Faculdade Cásper Líbero e na Universidade Federal de São Paulo.

## Biografia
Gilberto Maringoni é professor associado do Bacharelado de Relações Internacionais da Universidade Federal do ABC. É também doutor em História Social pela FFLCH-USP e formado em arquitetura pela FAU-USP. É autor e ou organizador de 16 livros, entre eles A volta do Estado planejador - Neoliberalismo em xeque (Editora Contracorrente), Cinco mil dias - O Brasil na era do lulismo (Boitempo, 2017), A Venezuela que se inventa - poder, petróleo e intriga nos tempos de Chávez (Editora Fundação Perseu Abramo, 2004), A revolução venezuelana (Editora Unesp, 2009), Angelo Agostini, A imprensa ilustrada da Corte à Capital Federal, 1864-1910 (Devir, 2011) - finalista do Prêmio Jabuti 2012, da Câmara Brasileira do Livro, categoria biografia -, Desenvolvimento - O debate pioneiro de 1944-1945 (Com Denise Gentil e Aloísio Teixeira, IPEA, 2010), Direitos humanos, imagens do Brasil (Aori, 2010) e A imagem e o gesto - Fotobiografia de Carlos Marighella (finalista do prêmio Jabuti 2000, da Câmara Brasileira do Livro). Foi bolsista do Programa Nacional de Pesquisas Econômicas (PNPE) no Instituto de Pesquisa Econômica Aplicada (IPEA), entre 2008 e 2011, e editor da revista Desafios do Desenvolvimento, da mesma instituição, entre 2011-2012 e 2015-2016..
Como jornalista, realizou coberturas no Brasil, Bolívia, Chile, Cuba, Uruguai, Venezuela e Tailândia.Teve intensa atuação como cartunista, chargista e autor de histórias em quadrinhos na imprensa brasileira e internacional. Colaborou com as seguintes publicações: Veja, Istoé, CartaCapital, República, Folha de S. Paulo, Jornal da Tarde, Gazeta Mercantil, Zero Hora (RS), Jornal do Brasil, O Estado de Minas, Jornal do Commércio (PE), Hoje em Dia (MG), Movimento, Fluide Glacial (França), Seleções BD (Portugal), Punto Final (Chile), Question (Venezuela), Orme (Itália), além de um sem número de publicações da imprensa sindical, comunitária e empresarial. Foi, além disso, chargista político de O Estado de S. Paulo, entre 1989 e 1996. Como quadrinhista, publicou trabalhos no Brasil, Chile, Venezuela, França, Espanha, Portugal e Itália. Realizou inúmeras capas de livros, cartazes, projetos gráficos e ilustrações para imprensa.

## Ativismo político
É ativista político desde 1977. Atuou no movimento estudantil, no final dos anos 1970, tempos finais da ditadura. Foi dirigente do PT, no qual militou entre 1988 e 2005, desligando-se do partido por divergências com seus rumos. Desde então é filiado ao PSOL, chegando a ser membro de sua direção nacional.
Gilberto Maringoni foi candidato a governador do Estado de São Paulo nas eleições de 2014 pelo PSOL.